# Zeruia
Zeruia foi uma irmã ou talvez meia-irmã do rei Davi, e mãe de Joabe, Abisai e Asael.
Há quem defenda que Abigail, irmã de Zeruia, era “filha de Naás”, embora não se declare isso diretamente a respeito de Zeruia (2 Samuel 17.25). Diz-se também que Zeruia e Abigail eram “irmãs” dos filhos de Jessé (1 Crônicas 2.16). Por isso, é possível que fossem filhas da esposa de Jessé, de um possível casamento anterior dela com Naás, sendo assim apenas meias-irmãs de Davi.
Zeruia era consideravelmente mais velha do que Davi, porque os filhos dela parecem ter tido mais ou menos a mesma idade que Davi. O nome de Zeruia usualmente é associado com os seus três filhos, que todos eram lutadores valentes a favor de Davi (2 Samuel 2.13,18; 16.9). A única referência bíblica feita ao pai dos rapazes é que ele foi enterrado em Belém (2 Samuel 2.32).